# کریستیان فلوکی فینبوگاسون
کریستیان فلوکی فینبوگاسون (ایسلندی: Kristján Flóki Finnbogason؛ زادهٔ ۱۲ ژانویهٔ ۱۹۹۵) بازیکن فوتبال اهل ایسلند است.
وی همچنین در تیم‌های ملی فوتبال زیر ۱۷ سال، زیر ۱۹ سال و زیر ۲۱ سال و تیم ملی فوتبال ایسلند و همچنین لیگ برتر فوتبال نروژ بازی کرده‌است.